# سينارة تحت أرضية
سينارة بيضاء (الاسم العلمي: Cinara alba) هي نوع من الحشرات تتبع جنس السينارة من فصيلة المنية.